# Jena Saalbahnhof
Jena Saalbahnhof is een spoorwegstation in de Duitse stad Jena. Het station werd in 1874 geopend aan de Saalbahn. 